# El Greco (álbum)
El Greco es el decimoctavo álbum conceptual del compositor de música electrónica Vangelis, publicado en 1998 por EastWest.
Este disco es un relanzamiento mundial aumentado de la caja de edición limitada Foros Timis Ston Greco de 1995, la cual sólo fue comercializada en su día a través de una galería de arte griega.

## Detalles
Al igual que dicho álbum, el concepto de El Greco gira en torno a la figura del pintor y artista plástico renacentista cretense afincado en España Doménikos Theotokópoulos (gr: Δομήνικος Θεοτοκόπουλος, 1541-1614).
Las diferencias que esta edición guarda con el disco de 1995 son varias, la lista de temas fue alterada, portada y título fueron cambiados, y fueron agregados tres temas nuevos, sumando diez en total; la soprano Montserrat Caballé y el tenor Konstantinos Paliatsaras figuran como invitados.

"El caballero de la mano en el pecho", retrato que ilustra la portada del álbum

Para la portada del álbum se eligió una imagen ligeramente retocada del óleo manierista "El caballero de la mano en el pecho" (circa 1578-1580), uno de los más célebres retratos de la primera etapa española del Greco.

## Lista de temas
- Los tracks 3, 5 y 7 son nuevos

1. "Movement I" – 10:04
2. "Movement II" – 5:18
3. "Movement III" – 6:48
4. "Movement IV" – 6:21
5. "Movement V" – 4:30
6. "Movement VI" – 7:52
7. "Movement VII" – 3:18
8. "Movement VIII" – 9:43
9. "Movement IX" – 12:00
10. "Movement X (Epilogue)" – 6:21

## Personal
- Vangelis - autor, arreglador, intérprete, productor
- Montserrat Caballé, voz (soprano)
- Konstantinos Paliatsaras, voz (tenor)
- Ivan Cassar - dirección coral
- Rob Dickins - dirección de arte